# ساندور ماتراي
ساندور ماتراي (بالمجرية: Sándor Mátrai)، من مواليد 20 نوفمبر1932، وتوفي في 30 مايو 2002، لاعب كرة قدم هنغاري سابق.
لعب مع منتخب هنغاريا لكرة القدم.

## وصلات خارجية
- ساندور ماتراي على موقع الاتحاد الدولي (مؤرشف)  (الإنجليزية)
- ساندور ماتراي على موقع قاعدة بيانات كرة القدم.إي يو (الإنجليزية)
- ساندور ماتراي على موقع ناشيونال فوتبول تيمز (الإنجليزية)
- ساندور ماتراي على موقع عالم كرة القدم.نت (الإنجليزية)